# 2020년 하계 올림픽 에콰도르 선수단
2020년 하계 올림픽 에콰도르 선수단은 2021년 일본 도쿄에서 열린 2020년 하계 올림픽에 참가한 올림픽 에콰도르 선수단이다.
에콰도르는 2020년 도쿄 하계 올림픽에 출전했다. 원래 2020년 7월 24일부터 8월 9일까지 열릴 예정이었던 올림픽은 코로나19 범유행으로 인해 2021년 7월 23일부터 8월 8일로 연기되었다. 이는 에콰도르의 15번째 하계 올림픽 출전이었으며 현재까지 가장 성공적인 대회였다. 에콰도르는 이번 대회에서 역대 3번째, 4번째, 5번째 메달(그리고 두 번째, 세 번째 금메달)을 획득했고, 각각 금메달 2개와 은메달 1개를 획득했다.

## 출전 선수
| 종목         | 남자 | 여자 | 전체 |
| ------------ | ---- | ---- | ---- |
| 양궁         | 0    | 1    | 1    |
| 육상         | 8    | 10   | 18   |
| 복싱         | 2    | 2    | 4    |
| 사이클       | 3    | 1    | 4    |
| 승마         | 1    | 0    | 1    |
| 골프         | 0    | 1    | 1    |
| 유도         | 1    | 2    | 3    |
| 근대5종      | 0    | 1    | 1    |
| 사격         | 0    | 2    | 2    |
| 서핑         | 0    | 1    | 1    |
| 수영         | 2    | 2    | 4    |
| 탁구         | 1    | 0    | 1    |
| 트라이애슬론 | 0    | 1    | 1    |
| 역도         | 0    | 4    | 4    |
| 레슬링       | 0    | 2    | 2    |
| 전체         | 18   | 30   | 48   |

## 같이 보기
- 올림픽 에콰도르 선수단